# Meredith Giangrande
Meredith J. Giangrande (* 2. Juli 1981 in Myersville, Maryland) ist ein US-amerikanisches Model und eine Schauspielerin.

## Leben & Karriere
Meredith Giangrande wurde im Sommer 1981 als ältestes Kind von Gary und Robyn Sanson Giangrande in der Kleinstadt Myersville im US-Bundesstaat Maryland geboren, wo sie auch neben ihren jüngeren Geschwistern Justin J. und Kyle Andrew aufwuchs. Bereits in jungen Jahren startete Giangrande eine Karriere als Fotomodel für anfänglich nur kleine Kampagnen, vorwiegend lokaler Agenturen. Sarah Olbert, die Lebensgefährtin ihres ältesten Bruders Justin, ist ebenfalls ein oft gebuchtes Model. Die High School schloss Meredith Giangrande im Jahre 1999 an der Middletown High School im nur knapp zehn Kilometer südlich von Myersville entfernten Nachbarort Middletown ab. Bekanntheit erlangte ihre Heimatstadt vor allem durch die beiden Heckenschützen und Serienmörder John Allen Muhammad und Lee Boyd Malvo, deren Taten als Beltway Sniper Attacks in die Kriminalgeschichte der Vereinigten Staaten eingingen. Die beiden wurden in einer Raststation in Myersville festgenommen.
Ihren ersten Job hatte Giangrande bei Burger King, wo sie vor allem durch die Beziehungen ihres Vaters aufgenommen wurde, der zu diesem Zeitpunkt selbst eine Burger-King-Filiale leitete. Den ersten Auftritt in Film und Fernsehen hatte sie schließlich im Jahre 2002 in einer Episode von CSI: Den Tätern auf der Spur; 2004 war sie im Kurzfilm In a Nutshell zu sehen. Einen kleinen Durchbruch als Model schaffte sie im darauffolgenden Jahr, als sie beim 2005 Hometown Hotties Contest im Bundesstaat Kalifornien, wohin sie bereits einige Jahre zuvor gezogen war, den vierten Platz erreichte. Durch die vom gebürtigen Franzosen Antoine Verglas geschossenen Fotos in der Maxim wurde ihre Karriere als Schauspielerin, als auch als Model, noch weiter gepusht. Noch im gleichen Jahr hatte sie ein weiteres Maxim-Shooting mit dem ebenfalls bekannten Fotografen Kelly Stuart. Im Schauspielbereich folgten schließlich eine Vielzahl an Engagements in international bekannten Fernsehserien, aber auch in diversen Spielfilmen. Nach kurzen Gastauftritten in Mind of Mencia (2005) und Verliebt in eine Hexe (2005) sah man sie 2006 unter anderem im Drama Shutter, in der Komödie S.H.I.T. – Die Highschool GmbH und im Low-Budget-Film Don’t Be Scared.
Das Jahr 2007 verlief als Schauspielerin ebenso ereignisreich. Neben Auftritten in den Filmen The Dukes, The Metrosexual, X’s & O’s und Pool Party war sie in diesem Jahr auch an den Fernsehserien Nick Cannon Presents: Short Circuitz und Life, sowie an der Seifenoper General Hospital beteiligt, wo sie jeweils in einer einzigen Episoden in Erscheinung trat. Mit dem Film Pool Party, in dem sie auch eine wesentliche Nebenrolle übernahm, hatte sie auch ihren ersten Oben-ohne-Auftritt; ein weiterer sollte rund vier Jahre in Bucky Larson: Born to Be a Star folgen. 2008 war sie unter anderem an der Seite von Johnny Messner im Fernsehfilm Ring of Death in der Rolle der Nova zu sehen; ebenso hatte sie in diesem Jahr Auftritte in jeweils einer Folge der Versteckten-Kamera-Serie Pop Fiction und der Sitcom Immer wieder Jim. Giangrande, die bereits zu dieser Zeit dem 2004 gegründeten Aqua Talent Agency angehörte und über dieses laufend als Schauspielerin und Model gebucht wurde, schaffte spätestens ab 2009 die nächste Stufe in ihrer Schauspiellaufbahn. Ab diesem Jahr sollten größere Auftritte in international ausgestrahlten Film- und Fernsehproduktionen folgen. Dabei war sie in jeweils nur sehr kleinen Rollen in der Fernsehserie Monk und im Kinofilm Fast & Furious – Neues Modell. Originalteile. zu sehen und hatte gar in Party Animals 3 – Willkommen auf der Uni eine nicht unwesentliche Nebenrolle.
Des Weiteren wurde sie für die wiederkehrende Rolle der Tasha Frost in die nur kurzlebigen Fernsehserie Valley Peaks gecastet. In dieser Rolle war sie an insgesamt fünf verschiedenen Episoden beteiligt. Während ihr in Party Animals 3 von Tanya Kahana die deutsche Stimme geliehen wurde, erhielt sie in Valley Peaks von Anna Grisebach die Stimme. Eine weitere wiederkehrenden Rolle hatte die 1,66 m große Giangrande in diesem Jahr auch noch in der Fernsehserie Nip/Tuck – Schönheit hat ihren Preis, in der man sie in zwei verschiedenen Episoden in der Rolle der Bonnie sah. Ohne jeglichen nennenswerten Schauspielauftritt im Jahr 2010, kehrte sie ein Jahr später wieder auf den Bildschirm zurück und übernahm kleinere Nebenrolle in The Legend of Hell’s Gate: An American Conspiracy und Bucky Larson: Born to be a Star, wo sie den bereits erwähnten zweiten Oben-ohne-Auftritt ihrer Schauspielkarriere hatte. Die deutsche Stimme wurde ihr in diesem Film von der gebürtigen Stuttgarterin Katie Pfleghar gegeben. Auch konnte man sie in diesem Jahr in je einer Folge der erfolgreichen Fernsehserien Rizzoli & Isles und The Mentalist sehen. Weitere Engagements waren 2012 Auftritte in Dexter und The League, sowie eine Nebenrolle als Natalia Whatever im Fernsehfilm Parental Payback. 2013 sah man Meredith Giangrande, die neben ihrer Schauspiellaufbahn weiterhin als Model arbeitet(e), in jeweils einer Folge von Two and a Half Men und 90210.
Giangrande gehört der Gewerkschaft SAG-AFTRA an, welche am 30. August 2012 durch das Zusammenschließen der Screen Actors Guild und der American Federation of Television and Radio Artists neu entstand, und wird vom Aqua Talent Agency mit Sitz in West Hollywood vertreten. In ihrem bisherigen Laufbahn lebte sie bereits in verschiedenen kalifornischen Städten und nennt zurzeit (Stand: Januar 2014) den Distrikt Toluca Lake als ihren Wohnort. Nach ihrer Ausbildung an der Middletown High School studierte Giangrande, wie bereits ihre Mutter, Fashion Merchandising an der California State University, Long Beach.

## Filmografie
Filmauftritte (auch Kurzauftritte)
- 2004: In a Nutshell (Kurzfilm)
- 2005: Verliebt in eine Hexe
- 2006: Shutter
- 2006: S.H.I.T. – Die Highschool GmbH
- 2006: Don’t Be Scared
- 2007: The Dukes
- 2007: The Metrosexual
- 2007: X’s & O’s
- 2007: Pool Party
- 2008: Ring of Death
- 2009: Fast & Furious – Neues Modell. Originalteile.
- 2009: Party Animals 3 – Willkommen auf der Uni
- 2011: The Legend of Hell’s Gate: An American Conspiracy
- 2011: Bucky Larson: Born to be a Star
- 2012: Parental Payback

Serienauftritte (auch Gast- und Kurzauftritte)
- 2002: CSI: Den Tätern auf der Spur (1 Episode)
- 2005: Mind of Mencia (1 Episode)
- 2007: Nick Cannon Presents: Short Circuitz (1 Episode)
- 2007: General Hospital (1 Episode)
- 2007: Life (1 Episode)
- 2008: Pop Fiction (1 Episode)
- 2008: Immer wieder Jim (1 Episode)
- 2009: Monk (1 Episode)
- 2009: Valley Peaks (5 Episoden)
- 2009: Nip/Tuck – Schönheit hat ihren Preis (2 Episoden)
- 2011: Rizzoli & Isles (1 Episode)
- 2011: The Mentalist (1 Episode)
- 2012: Dexter (1 Episode)
- 2012: The League (1 Episode)
- 2013: Two and a Half Men (1 Episode)
- 2013: 90210 (1 Episode)